# Conan der Barbar
Conan der Barbar ist ein zum Genre des Barbarenfilms zählender Low-Fantasy-Film und Genreklassiker von 1982 nach Motiven von Robert E. Howard, der seit 1932 mehrere Kurzgeschichten über Conan den Cimmerier verfasste. Howard entwarf für seine Geschichten einen eigenen Schauplatz, das Hyborische Zeitalter.
Erstaufführung in Deutschland war der 25. August 1982.

## Handlung
Der Film spielt im fiktiven barbarischen Land Hyboria. Conan, Sohn eines Schmiedes, lebt mit seinen Eltern in einem Dorf mit anderen Siedlern. Als Kind erlebt er, wie es vom Schlangenkultführer Thulsa Doom, seinen Hauptmännern Rexor und Thorgrim und seinen Kriegern auf der Suche nach dem „Geheimnis des Stahls“ überfallen wird. Conans Eltern und der Rest seines Stammes werden vor seinen Augen getötet, er selbst und die anderen Kinder werden versklavt und in den hohen Norden gebracht. Dort werden sie zu harter Arbeit gezwungen und für den Verkauf an einen Sklavenhändler vorbereitet.
Die harte Arbeit macht ihn stark und lässt ihn zu einem Hünen heranwachsen. Erwachsen geworden, wird er verkauft, und sein neuer Herr lässt ihn in Gladiator-Zweikämpfen antreten. Conan erringt viele Siege; ihm wird bewusst, dass er kein Tier ist, und er wird zudem unterrichtet: Ihm wird Schwertkampf in Angriff und Verteidigung im Fernen Osten beigebracht; ebenso Lesen und Philosophie. Conan wird letztendlich aus dem Sklavendienst freigelassen und zieht von nun an durch die Welt.
Auf der Flucht vor wilden Hunden fällt er in eine verborgene Höhle, die sich als Grabmal eines Kriegers oder Königs  herausstellt. Dem auf seinem Thron sitzenden skelettierten Verstorbenen nimmt er sein Breitschwert ab, säubert es, erwehrt sich der Hundemeute und zieht weiter durch das Land.
Er kommt zur Behausung einer Hexe und erhält dort einen Hinweis auf den Schlangenkult von Thulsa Doom, da er seit dem Überfall ununterbrochen vom Wunsch nach Rache besessen ist. Am nächsten Morgen entdeckt er den angeketteten Dieb Subotai, befreit ihn und freundet sich mit ihm an. Zusammen ziehen sie durchs Land, entdecken Städte und erfahren mehr über den mysteriösen Schlangenkult.
Als sie innerhalb einer größeren Stadt in einen Thulsa Dooms Schlangenkult zugehörigen Turm einbrechen und dessen Reichtümer stehlen wollen, lernen sie die Kriegerin und Diebin Valeria kennen, deren Liebe Conan später gewinnt. Sie beobachten eine Zeremonie, die gerade abgehalten wird: Rexor ist mittlerweile der Hohepriester Thulsa Dooms und bereitet eine Jugendliche mit Gebeten auf ihre freiwillige Opferung vor. Während Valeria die Gruppe Priesterinnen infiltriert, klettern Conan und Subotai tiefer ins Gewölbe des Turmes auf der Suche nach dessen Reichtümern. Sie entdecken einen großen Rubin und stehlen ihn. Dabei erwecken sie unabsichtlich eine Riesenschlange, die diesen bewacht, und es kommt zum Kampf. Die beiden besiegen die Riesenschlange und wollen fliehen: Dabei entdeckt Conan am Ausgang ein Siegel des Schlangenkultes, welches ihn an die Ermordung seines Volkes erinnert, und nimmt es mit.
Plötzlich reich geworden, versinken die Helden zunehmend in Luxus und Dekadenz. Während sie ausgelassen in einer Schenke feiern, übermannt sie der Alkohol, und sie schlafen ein.
Wieder unfreiwillig erwacht, werden Conan und seine Gefährten zum greisen König Osric geführt. Dessen Tochter ist dem Kult von Thulsa Doom verfallen, weshalb der König das Trio darum bittet, gegen einen riesigen Haufen roter Edelsteine als Belohnung seine irregeleitete Tochter aus den Fängen von Thulsa Doom zu befreien. Das Dreigespann berät sich, und Valeria und Subotai kommen zu der Ansicht, dass Thulsa Doom viel zu mächtig ist, als dass sie es mit ihm aufnehmen könnten.
Conan ist jedoch noch immer von seiner Rache besessen und will Thulsa Doom töten. Er verlässt seine Gruppe am frühen Morgen und macht sich auf die Suche nach Thulsa Dooms Hauptquartier, dem „Berg der Macht“. Auf der Suche trifft er den Zauberer Akiro, der einsam in der Ebene an einer verlassenen Grab- und Kultstätte längst vergessener Götter wohnt. Dort erfährt Conan weitere Einzelheiten über den Kult und bereitet sich auf die Infiltrierung am nächsten Tag vor.
Getarnt als Pilger mit Blumen und auf einem Kamel reitend, macht er sich auf zum Berg der Macht. Er überfällt einen Priester, nimmt sich dessen Gewand und dringt allein in die Kultstätte ein. Bei weiteren Zutritten in den engen Kreis Thulsa Dooms wird er kontrolliert und gibt als Vorwand das entwendete Siegel aus dem Schlangenturm (aus dem sie den Rubin gestohlen haben) bei einer Wache ab. Diese wird misstrauisch, und Conan wird plötzlich gefasst, zusammengeschlagen, gefoltert und zu Thulsa Doom gebracht. Dort wird er mit dem Diebstahl und der Ermordung der Schlange konfrontiert, welche Conan zum Anlass nutzt, die Rede auf die Ermordung seines Stammes zu lenken. Thulsa Doom äußert, dass er damals auf der Suche nach dem Geheimnis des Stahls war, aber erkannt habe, dass der Stahl nur so mächtig ist wie das Fleisch, das ihn führt. Er beweist dies eindrucksvoll, indem er hypnotisch eine junge Frau von den Klippen in den Hof fallen lässt.
Letztendlich wird Conan an einem Baum gekreuzigt und sich selbst überlassen. Dem Tode nahe, wird Conan von Subotai gerettet und zurück zum Magier Akiro gebracht. Dieser beschwört die Geister der längst vergessenen Götter, die Conans Leben retten, da Valeria ihnen ihr Leben für seines verpfändet.
Gemeinsam mit Valeria und Subotai dringt Conan ein zweites Mal in Thulsa Dooms Kultstätte ein, um König Osrics Tochter wieder zu ihrem Vater zu bringen. Tief im Berg der Macht geraten sie in ein orgienhaftes Gelage mit Menschenopfern, die auch verspeist werden. Über allem wacht Thulsa Doom, zu dessen Füßen König Osrics Tochter apathisch liegt. Kurz vor dem Zugriff auf die Orgie verwandelt sich Thulsa Doom in eine Schlange und verschwindet durch ein Loch neben dem Thronsaal. Die Gefährten können mit der Prinzessin nach einem langen Kampf aus dem Innern des Berges entkommen; Valeria wird jedoch von einem giftigen Pfeil in Form einer verzauberten Schlange tödlich getroffen und stirbt.
Auf Akiros alter Kult- und Begräbnisstätte wappnen sich Conan, Subotai und Akiro auf die bevorstehende Schlacht, da Thulsa Doom mit Rexor, Thorgrim und vielen Kriegern im Anmarsch ist, nachdem diese bei der zeremoniellen Verbrennung der Kriegerin Valeria das übergroße Feuer gesehen haben. Tags darauf entbrennt die Schlacht, und Conan und seine zwei Gefährten stellen sich der Übermacht von etwa 15 gegnerischen Kriegern. Thorgrim wird mit einer von Conan aufgestellten Falle von einem Pfahl tödlich durchbohrt; Rexor schlägt ein tödliches Gefecht mit Conan. Conan wird dabei fast getötet, doch rettet ihm die einer Walküre gleichende Erscheinung Valerias das Leben, und Conan tötet Rexor. Dabei zerschlägt er das gestohlene Schwert seines Vaters und nimmt es nach all den Jahren wieder an sich. Thulsa Doom versucht am Schluss noch, die Tochter König Osrics mit einem vergifteten Pfeil in Form einer verzauberten Schlange zu töten. Dieser wird jedoch von Subotai mit einem Schild abgefangen.
Thulsa Doom entkommt dem Kampf, wird jedoch von Conan zur Kultstätte verfolgt (in der erweiterten Fassung des Films jedoch mit Hilfe der befreiten Prinzessin). Während einer Massenzeremonie enthauptet Conan letztendlich Thulsa Doom und wirft den desillusionierten Anhängern dessen abgetrennten Kopf vor die Füße. Diese verlassen daraufhin die Kultstätte, welche von Conan niedergebrannt wird. In der erweiterten Fassung sehen Conan und die Prinzessin zu, wie die Stätte verbrennt, und in der Schlussszene trägt Conan die Prinzessin durch die Wüste, offenbar zu ihrem Vater zurück.

## Hintergrund
Während der Planungsphase des Films wurde als möglicher Hauptdarsteller der ehemalige Bodybuilder und Schauspieler Arnold Schwarzenegger zu einem ersten Vorstellungsgespräch im Büro des Filmproduzenten Dino De Laurentiis eingeladen. Dort spottete Schwarzenegger über den klein gewachsenen Dino De Laurentiis, wofür ein körperlich kleiner Mann einen so riesigen Schreibtisch brauche, hinter dem Laurentiis saß. Daraufhin kritisierte De Laurentiis empört den österreichischen Akzent von Schwarzenegger, der für einen amerikanischen Spielfilm wie Conan der Barbar untauglich sei. Um zu kontern, hielt Schwarzenegger dem Filmproduzenten vor, als aus Italien stammender Mann selbst nur schlecht die englische Sprache zu beherrschen. Bei diesem turbulenten Vorstellungsgespräch, das nur eine Minute und 40 Sekunden dauerte, verwies Dino De Laurentiis in Rage den forschen Schauspieler des Büros. Obwohl Schwarzenegger diesen ersten negativen Eindruck hinterließ, bekam er trotzdem mit Unterstützung des Regisseurs John Milius, der nicht bereit war, den Film ohne Schwarzenegger umzusetzen, die Hauptrolle. Während der Dreharbeiten zum Film Conan der Barbar konnte Schwarzenegger mit seinem starken Spiel die anfängliche Skepsis des Produzenten De Laurentiis zerstreuen und doch noch dessen tiefe Anerkennung gewinnen.
Der gesamte Film wurde in Spanien gedreht und zeigt Stein- und Wüstenlandschaften sowie schneebedeckte Wälder. Während die riesige Fronttreppe des Schlangentempels in der Berggegend von Agua Dulce errichtet wurde, nutzte das Filmteam für die Stadt Kulissen, die bereits 1970 für den Western El Condor gebaut worden waren. Weite Teile des Films kommen ohne Dialoge aus und werden stattdessen von Basil Poledouris’ Filmmusik untermalt. Regie führte John Milius, das Drehbuch schrieb Oliver Stone. Das Budget lag bei über 16 Millionen USD.
Der Film machte Arnold Schwarzenegger als Filmschauspieler weltbekannt. Zur Vorbereitung auf seine Rolle nahm er ein halbes Jahr lang Unterricht in Schwertkampf und Kendo. Das ermöglichte ihm schließlich, 90 Prozent aller Szenen des Films ohne Einsatz von Doubles zu spielen. Während dies aus versicherungstechnischen und gewerkschaftlichen Gründen in Hollywood niemals möglich gewesen wäre, nutzte man bei den Außenaufnahmen in Spanien die dortigen rechtlichen Freiräume.
Von dem Film existieren drei Schnittfassungen: die originale Kinoversion, ein vier Minuten längerer „Extended Cut“ sowie ein „Producer’s Cut“.

## Musik
Die Musik, die im Film eine wichtige narrative Funktion hat, wurde von Basil Poledouris geschrieben und produziert. Es spielten Mitglieder des The Orchestra and Chorus di Santa Cecilia und The Radio Symphony of Rome unter der Leitung von Basil Poledouris. Die Orchestrierung geschah durch Greig McRitchie. Aufgenommen und abgemischt wurde die Musik von Pedrego Savina und Frank Jones.
Es kamen 90 Musiker zum Einsatz, und es sang ein Chor aus 24 Personen, wobei die Möglichkeit bestand, genau einmal Overdubbing zu nutzen.
1982 erschien eine LP bei Milan/MCA von etwa 48 Minuten Spielzeit. Ab 1984 CDs mit weiteren Auflagen 1992, 1999 und 2003. Varése Sarabande brachte Conan der Barbar mit Conan der Zerstörer ab 1992 heraus, wobei ersterer um etwa 20 Minuten erweitert wurde. Diese sind vergriffen.
2010 erschien eine Doppel-CD, auf der die vollständige, von den Prager Philharmonikern neu eingespielte und von James Fitzpatrick produzierte Filmmusik samt unveröffentlichtem Material enthalten ist, über Prometheus Records.
2012 wurde der Original-Soundtrack von Intrada Records neu veröffentlicht. Die drei CDs enthalten die gesamte Originalmusik, alternative Stücke sowie das MCA-Soundtrack-Album von 1982.

## Synchronisation
| Rolle             | Darsteller            | Synchronsprecher        |
| ----------------- | --------------------- | ----------------------- |
| Conan             | Arnold Schwarzenegger | Thomas Danneberg        |
| Thulsa Doom       | James Earl Jones      | Edgar Ott               |
| König Osric       | Max von Sydow         | Friedrich W. Bauschulte |
| Valeria           | Sandahl Bergman       | Rita Engelmann          |
| Die Hexe          | Cassandra Gava        | Barbara Ratthey         |
| Akiro „Der Hexer“ | Mako                  | Heinz-Theo Branding     |
| Subotai           | Gerry Lopez           | Wolfgang Condrus        |
| Conans Vater      | William Smith         | Joachim Cadenbach       |

## Kritik
Das Lexikon des internationalen Films beurteilte den Film als ein „in grauer Vorzeit angesiedeltes Fantasy-Spektakel, das diverse Mythen einarbeitet; technisch auf hohem Niveau, doch voller Gewalt, Blut und Menschenverachtung“. DVD-Headquarter kam hingegen zu dem Fazit: „Fantasy-Klassiker, der nicht nur Fans des Genres gefallen wird.“ Das große TV Spielfilm Filmlexikon urteilte: „Trotz farbenprächtiger Kulissen, herrlicher Landschaftsaufnahmen und der archaisch-wuchtigen Musik von Basil Poledouris hinterlässt der Film einen zwiespältigen Eindruck. In vielen Szenen weist er eine entlarvende menschenverachtende und faschistoide Grundhaltung auf, die zu verbergen er sich noch nicht einmal bemüht.“ Die österreichische Tageszeitung Kurier kommentierte Arnold Schwarzeneggers schauspielerische Leistung in diesem Film in ihrer Ausgabe vom 3. September 1982 mit den Worten: „Ja, und unser Paradeösterreicher Arnold Schwarzenegger wird wohl auch keinen Oscar erhalten. Sein darstellerisches Können verschwindet hinter seinem weltanerkannten Muskelspiel.“ Ähnlich urteilt die Arbeiter-Zeitung: „Man muß dem weltprominenten Grazer immerhin das wahrhaft barbarische Talent zugestehen, im Kampf mit Rittern, Tod und Teufel niemals auch nur den leisesten Gesichtsausdruck aufkommen zu lassen.“
Der Film erhielt gemischte Kritiken. Das Filmkritik-Portal Rotten Tomatoes gibt für den Film 66 % positive Rezensionen an, und er hat einen Metascore von 43 von 100 bei Metacritic.

## Auszeichnungen
Sandahl Bergman erhielt 1983 den zum letzten Mal vergebenen Golden Globe Award als Beste Nachwuchsdarstellerin sowie einen Saturn Award. Arnold Schwarzenegger wurde im selben Jahr für die Goldene Himbeere in der Kategorie Schlechtester Schauspieler nominiert.

## Nachwirkung
- Der Film erfuhr zwei Jahre später eine Fortsetzung unter dem Titel Conan der Zerstörer von Richard Fleischer.
- Ein von John Milius verfasstes Drehbuch King Conan, das als offizieller dritter Teil der Kinofilmreihe geschrieben wurde, ist nie verfilmt worden.
- 1997 übernahm Ralf Möller die Titelrolle in der gleichnamigen US-Fernsehserie Conan, der Abenteurer. Nach einer Staffel, bestehend aus 22 Episoden, wurde die Serie wieder eingestellt.
- Die Produktionsunternehmen Paradox Entertainment und Nu Image/Millennium Films produzierten mit Conan eine Neuverfilmung von Conan der Barbar für das Studio Lionsgate. Die Produzenten hatten ein Budget von ca. 100 Millionen US-Dollar. Als Regisseur wurde zeitweilig Xavier Gens (Hitman) gehandelt.[22] Doch dann wurde der deutsche Regisseur Marcus Nispel für die Regie verpflichtet. Die erste Drehbuchfassung wurde von Thomas Dean Donnelly und Joshua Oppenheimer (Sahara) verfasst[23] und soll enger als die früheren Filme der Originalvorlage von Robert E. Howard folgen.[24] Das Filmskript King Conan von John Milius, das einst als weitere Fortsetzung der ursprünglichen Conan-Filme geschrieben wurde, wurde für die Neuverfilmung nicht berücksichtigt.[25] Dirk Blackman und Howard McCain entwickelten eine zweite Drehbuchfassung.[26] Der 3D-Film kam 2011 in die Kinos. Die Hauptrolle übernahm Jason Momoa.[27]
- Im Oktober 2012 gab Universal Studios bekannt, mit The Legend Of Conan einen weiteren Film über Conan den Cimmerier drehen zu wollen, wobei die Produktion trotz des finanziellen Debakels aus dem Jahr 2011 abermals Frederik Malmberg überlassen werden sollte. Allerdings sollte es sich dabei nicht um eine Fortsetzung von Conan handeln, sondern von Conan der Barbar. Arnold Schwarzenegger sollte aus diesem Grund wieder die Hauptrolle des Conan übernehmen. Chris Morgan, der ebenfalls als Produzent des kommenden Films aufgeführt wird, hatte hierfür die Handlung ersonnen, die Motive des bisher unverfilmten Drehbuches von John Milius mit dem Titel King Conan aufgreifen sollte. Das Projekt ruht aktuell.[28]